# Wrigley Field
El Wrigley Field es un recinto deportivo ubicado en Chicago, Illinois, Estados Unidos. Alberga los partidos que disputan como locales los Chicago Cubs de las Grandes Ligas de Béisbol (MLB) y tiene una capacidad para 41.649 espectadores.
Fue inaugurado en abril de 1914 con el nombre de Weeghman Park. En 1920 fue renombrado como Cubs Park, nombre que mantuvo hasta 1926, cuando William Wrigley Jr. le dio su denominación actual. Es el estadio más antiguo de la Liga Nacional y el segundo de toda la MLB, solamente superado por el Fenway Park de los Boston Red Sox.

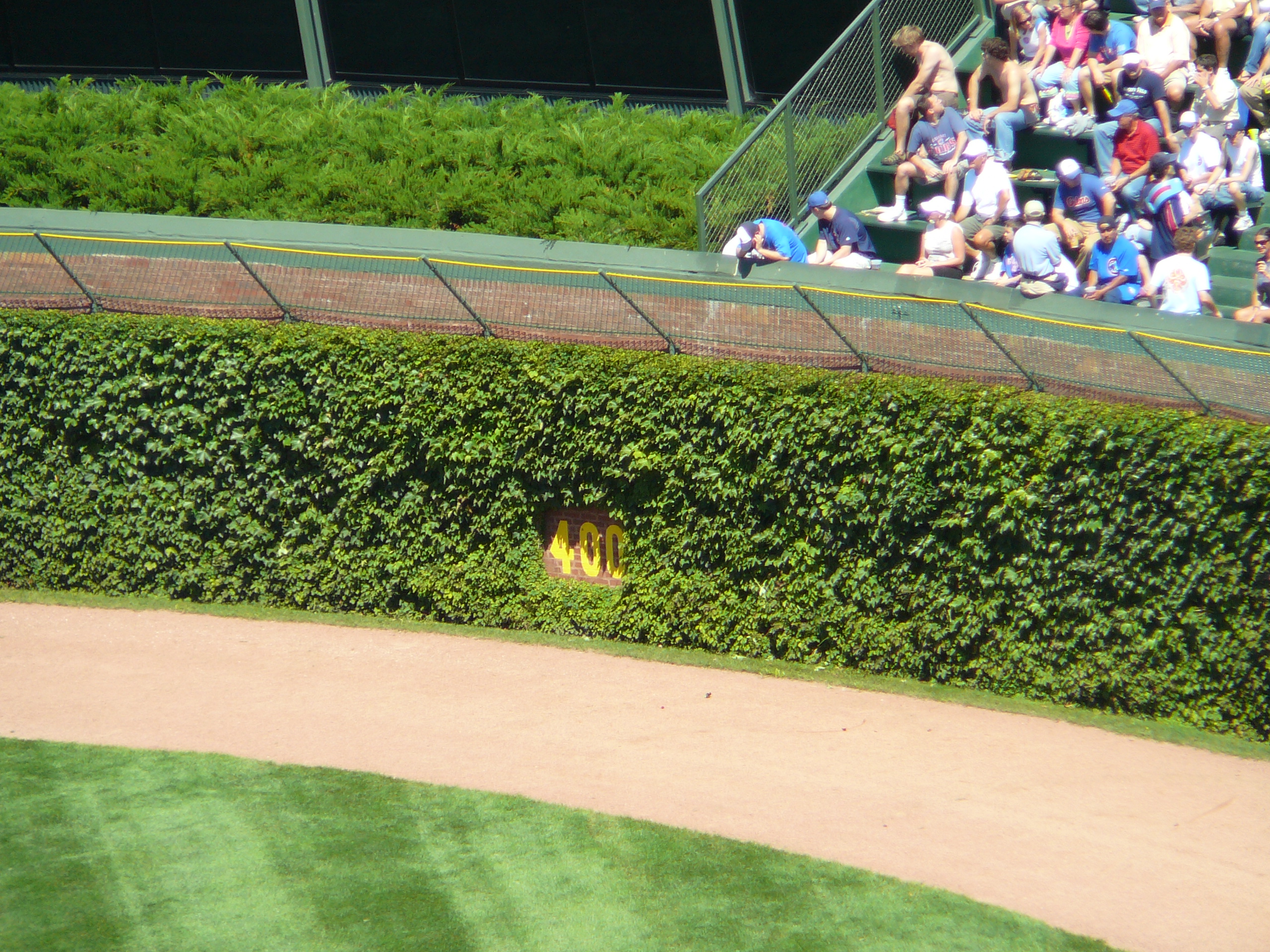
Enredaderas en las paredes de los jardines.

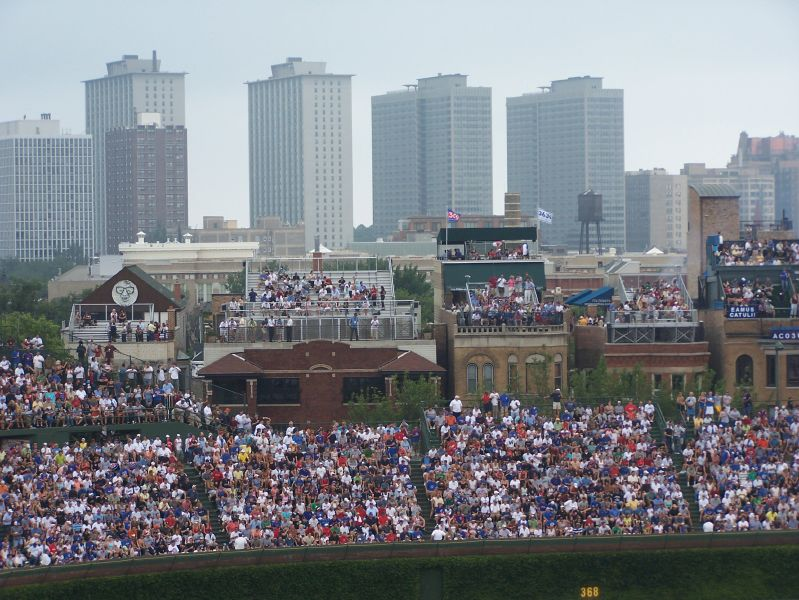
Los asientos sobre la azotea cruzando la calle ofrecen similar visibilidad a la ofrecida por los propios asientos dentro del estadio.

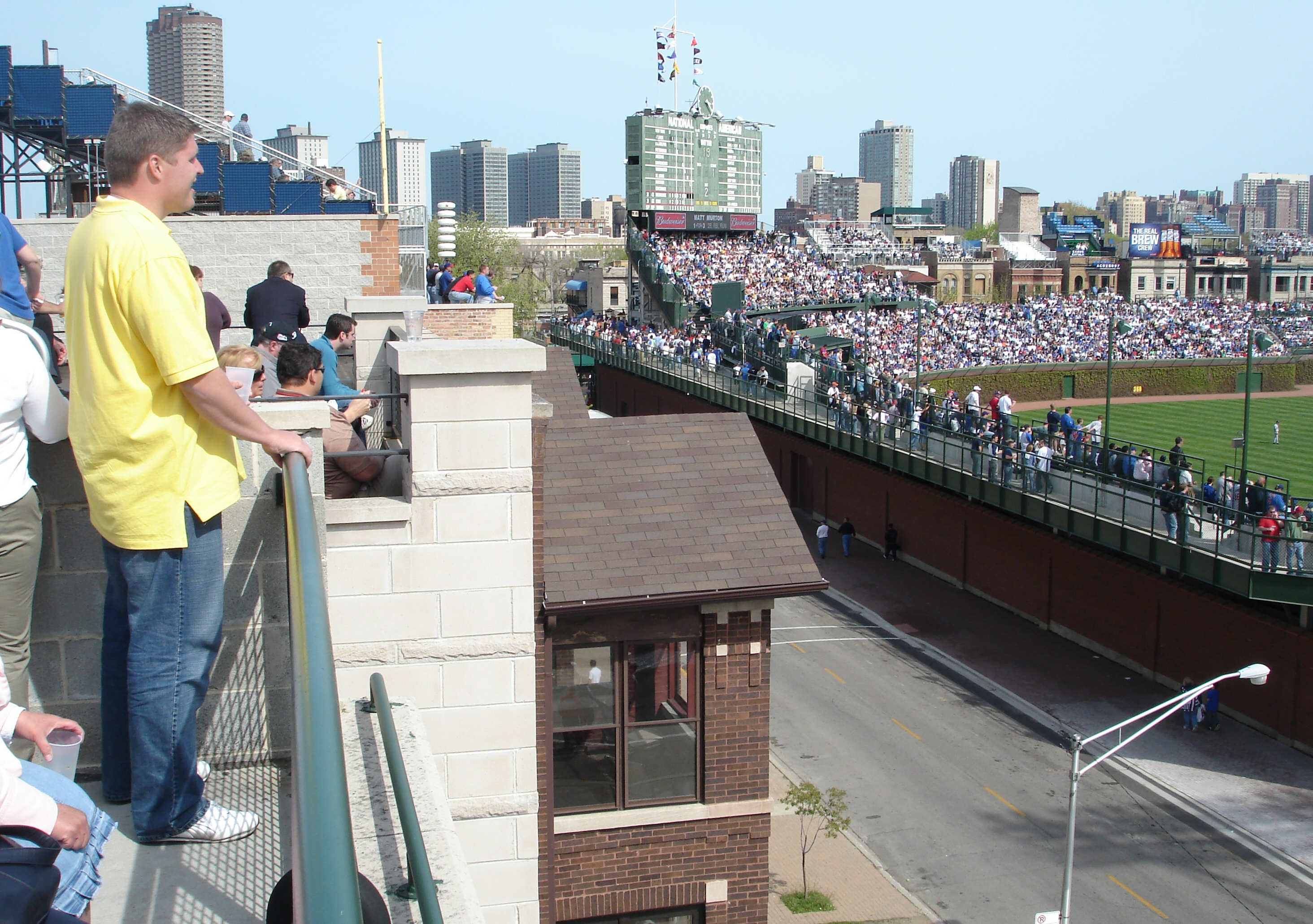
Vista desde la azotea cruzando Waveland Avenue

También fue casa de los Chicago Cardinals y de los Chicago Bears de la National Football League (NFL).